# Dolná Strehová
Dolná Strehová (ungarisch Alsósztregova) ist eine Gemeinde im Süden der Slowakei mit 1007 Einwohnern (Stand 31. Dezember 2024). Sie gehört zum Okres Veľký Krtíš, einem Kreis des Banskobystrický kraj, und zählt zur traditionellen Landschaft Novohrad.

## Geographie

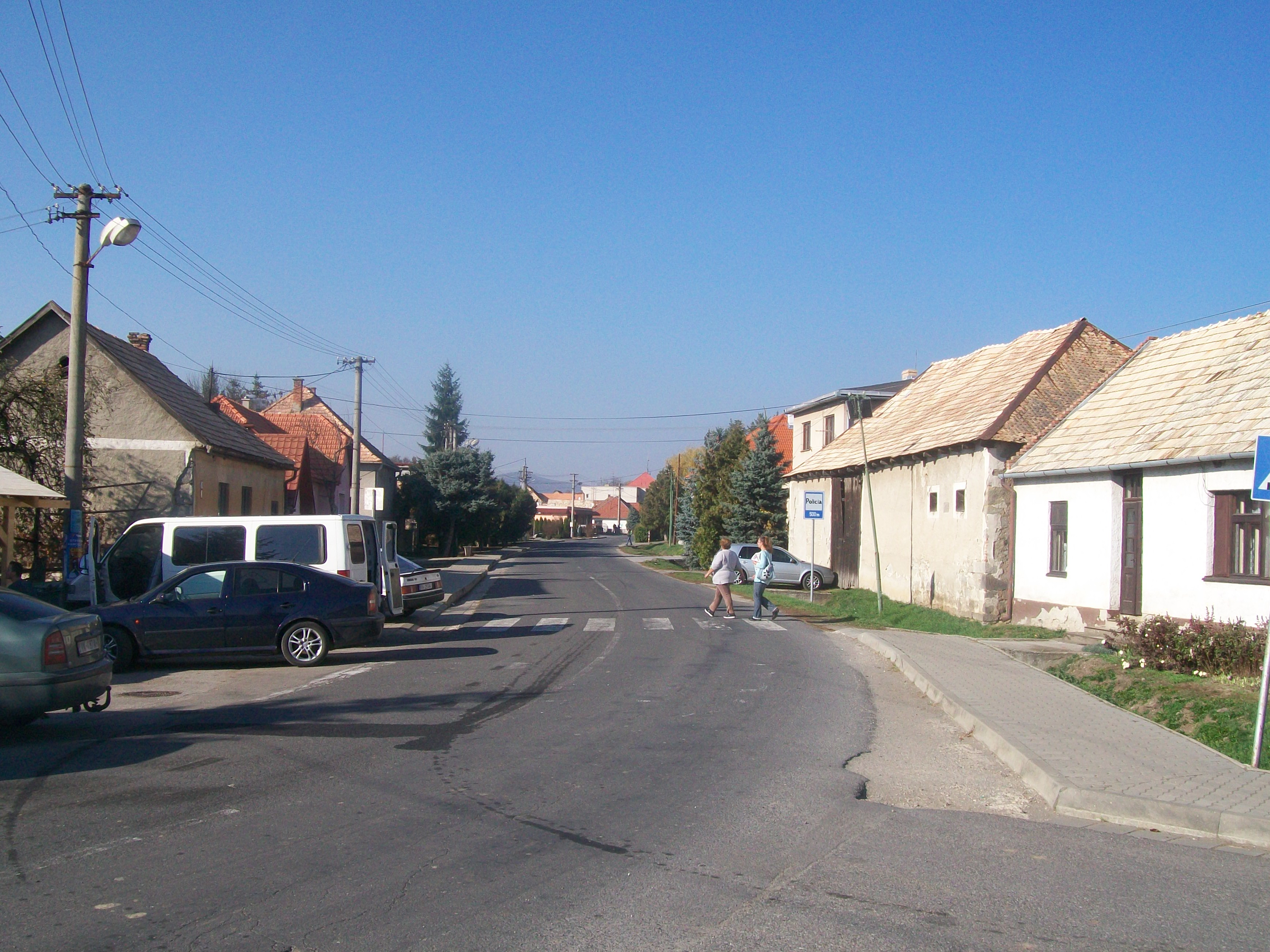
Hauptstraße der Gemeinde

Die Gemeinde befindet sich im Ostteil des Talkessels Ipeľská kotlina (Teil der größeren Juhoslovenská kotlina) im Tal des Flüsschens Tisovník im Einzugsgebiet des Ipeľ, einige Kilometer von der ungarischen Grenze entfernt. Das Ortszentrum liegt auf einer Höhe von 182 m n.m. und ist 14 Kilometer von Veľký Krtíš sowie 24 Kilometer von Lučenec entfernt.
Verwaltungstechnisch gliedert sich die Gemeinde in Gemeindeteile Bukovec, Dolná Strehová, Dúbrava und Prieloh.
Nachbargemeinden sind Závada im Norden, Ľuboreč im Nordosten, Ľuboriečka im Osten, Muľa im Südosten, Veľké Zlievce im Süden, Pôtor im Südwesten, Vieska im Westen und Chrťany im Nordwesten.

## Geschichte

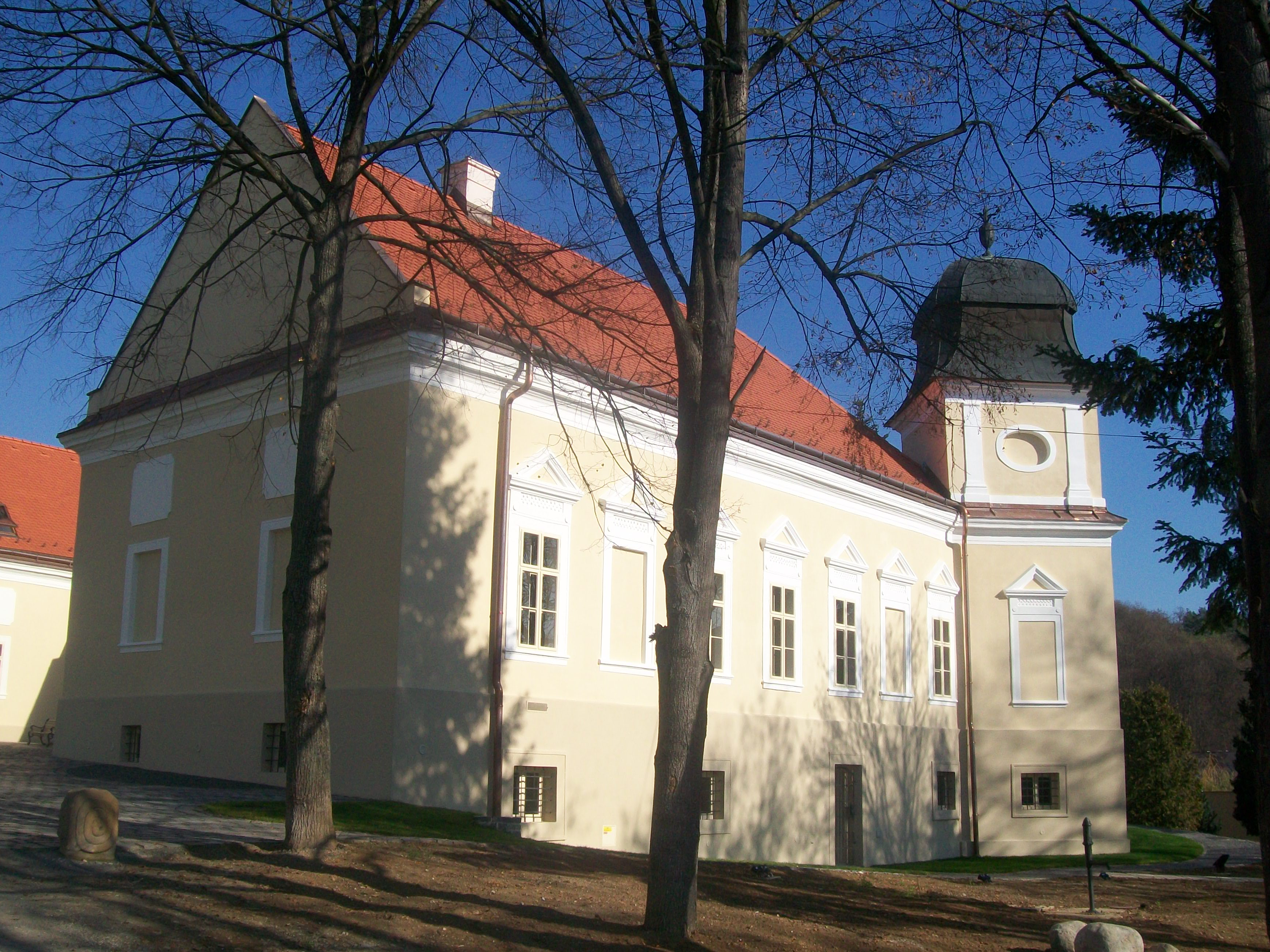
Madách-Landschloss

Der Ort wurde zum ersten Mal 1251 als Strigoa schriftlich erwähnt und wurde im 12. oder 13. Jahrhundert gegründet. Der Name soll auf die ursprüngliche Funktion als Dorf einer Wache zurückgehen, und im Mittelalter gab es tatsächlich eine Burg oberhalb des Ortes. 1332 ist eine Pfarrei erwähnt. Das Dorf gehörte zu den Geschlechtern Sztregovai, Szecsényi und nach 1430 Madách; das letztgenannte Geschlecht spielte eine wesentliche Rolle in der Geschichte des Dorfes. 1552 wurde Dolná Strehová von den Türken besetzt und niedergebrannt und dem Sandschak von Szécsény angeschlossen. 1593 kam es zum Abzug der Türken und zur Wiederherstellung der ungarischen Kontrolle.
Im 17. Jahrhundert gab es im Ort eine bedeutende Lateinschule. 1758 brannte das ganze Dorf aus und trug zur enormen Verschuldung der Madáchs bei; erst nach einigen Jahrzehnten kehrten sie zurück. 1828 zählte man 57 Häuser und 424 Einwohner, die vorwiegend in Landwirtschaft und Weinbau beschäftigt waren.
Bis 1918/19 gehörte der im Komitat Nógrád liegende Ort zum Königreich Ungarn und kam danach zur Tschechoslowakei beziehungsweise heute Slowakei. In den ersten Jahren der Tschechoslowakei zogen viele Slowaken aus der Gegend von Detva und Hriňová in Dolná Strehová und umliegende Siedlungen um.

## Bevölkerung
| Jahr                | 1994 | 2004    | 2014    | 2024    |
| ------------------- | ---- | ------- | ------- | ------- |
| Anzahl der Personen | 1050 | 1017    | 1046    | 1007    |
| Unterschied         |      | −3,14 % | +2,85 % | −3,72 % |

| Jahr                | 2023 | 2024    |
| ------------------- | ---- | ------- |
| Anzahl der Personen | 995  | 1007    |
| Unterschied         |      | +1,20 % |

Nach der Volkszählung 2011 wohnten in Dolná Strehová 1045 Einwohner, davon 943 Slowaken, acht Tschechen, vier Roma, drei Magyaren und ein Einwohner anderer Ethnie. 86 Einwohner machten keine Angabe. 675 Einwohner bekannten sich zur römisch-katholischen Kirche, 177 Einwohner zur evangelischen Kirche A. B, fünf Einwohner zur altkatholischen Kirche, je drei Einwohner zu den griechisch-katholischen und evangelisch-methodistischen Kirchen und je ein Einwohner zu den Zeugen Jehovas und zur apostolischen Kirche; zwei Einwohner waren anderer Konfession. 14 Einwohner waren konfessionslos und bei 109 Einwohnern ist die Konfession nicht ermittelt.
Ergebnisse nach der Volkszählung 2001 (1048 Einwohner):
| Nach Ethnie: - 96,66 % Slowaken - 0,76 % Roma - 0,76 % Tschechen - 0,38 % Magyaren | Nach Konfession: - 67,08 % römisch-katholisch - 21,47 % evangelisch - 8,11 % konfessionslos - 3,08 % keine Angabe - 0,19 % griechisch-katholisch |

## Sehenswürdigkeiten und Kultur

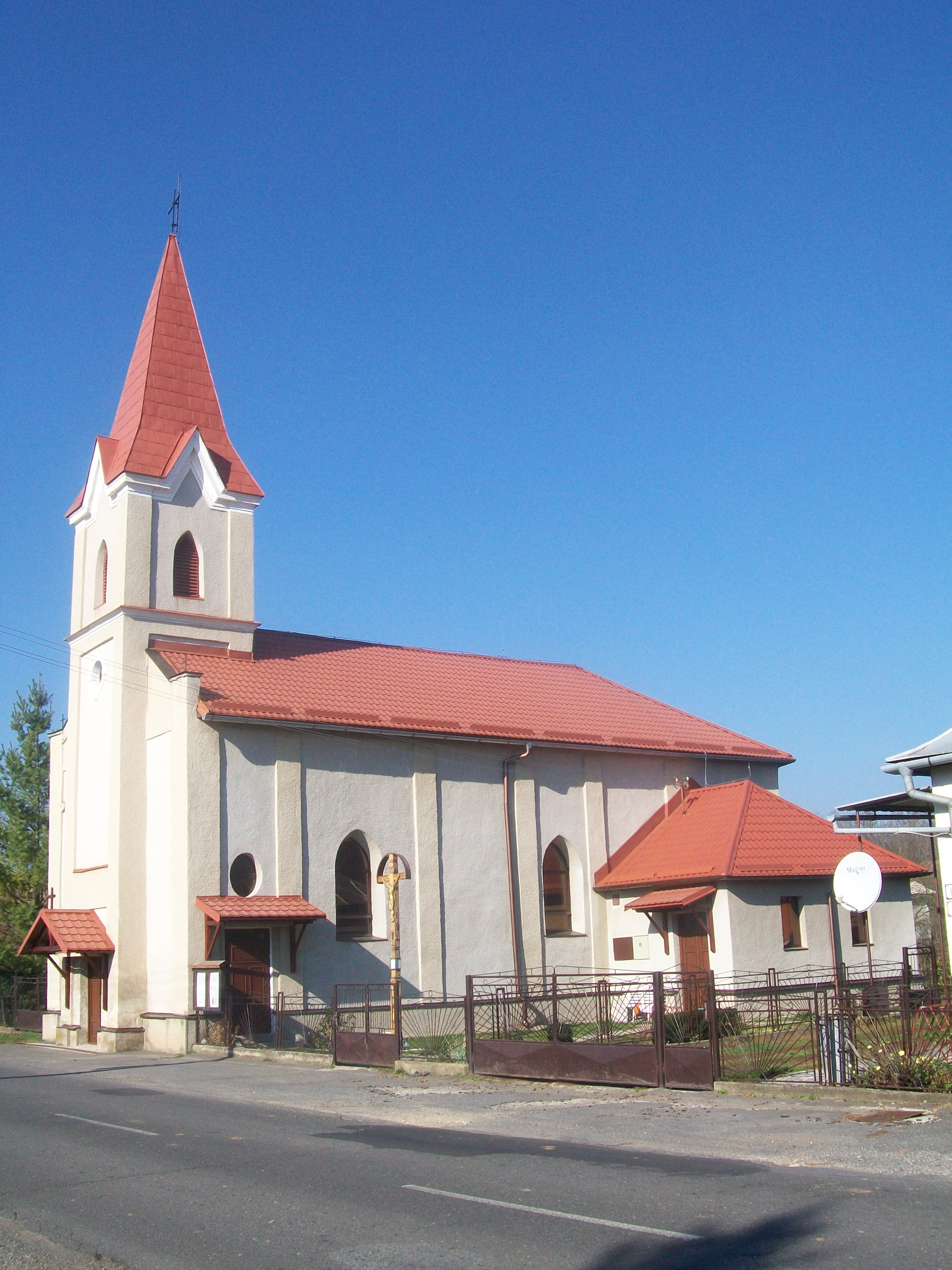
Römisch-katholische Kirche

- evangelische Kirche im Spätrenaissance-Stil aus dem Jahr 1652, 1819 klassizistisch gestaltet, 1923 um den Turm ergänzt
- römisch-katholische Kirche im klassizistischen Stil aus dem Ende des 18. Jahrhunderts, 1903 im Jugendstil gestaltet
- Landschloss aus dem Ende des 18. Jahrhunderts im rokokoklassizistischen Stil
- Imre Madách-Denkmal aus dem Jahr 1930, ein Werk des Pressburger Bildhauers Alois Rigele
- Thermalbäder nordwestlich des Hauptortes

## Persönlichkeiten
- Imre Madách (1823–1864), ungarischer Dramatiker